# Encarsia californica
Encarsia californica är en stekelart som beskrevs av Andrew Polaszek 2004. Encarsia californica ingår i släktet Encarsia och familjen växtlussteklar. Inga underarter finns listade i Catalogue of Life.